# Miha Blažič
Miha Blažič, né le 8 mai 1993 à Koper, est un footballeur international slovène qui évolue au poste de défenseur au Ittihad Kalba.

## Biographie

### En club
Miha Blažič signe son premier contrat professionnel avec le FC Koper à l'âge de 17 ans. De 2011 à 2015, il joue 114 rencontres et marque trois buts.
En 2015, il signe au NK Domžale.
Le 31 août 2017, Blažič signe un contrat de trois ans avec le club hongrois de Ferencváros.
Avec Ferencváros, il participe à la phase de groupe de la Ligue Europa en 2019 (six matchs joués).
Le 3 juin 2022, il signe un contrat de trois ans avec Angers. Il arrive en provenance de Ferencváros, avec qui il vient d'être sacré champion de Hongrie et où il arrivait en fin de contrat. Le SCO termine dernier de la saison 2022-2023 de Ligue 1. Dans la nécessite de réduire sa masse salariale, son contrat est résilié. Il prend alors la direction de la Pologne et du Lech Poznan.

### En équipe nationale
Blažič représente la Slovénie avec les moins de 19 ans et les espoirs. Il officie à plusieurs reprises comme capitaine des équipes de jeune.
Le 13 janvier 2017, il figure pour la première fois sur le banc des remplaçants de l'équipe nationale A, mais sans entrer en jeu, lors d'une rencontre amicale face à la Finlande (victoire 2-0). Il effectue finalement ses débuts au sein de l'équipe senior le 2 juin 2018, lors d'un match amical contre le Monténégro, où il joue l'intégralité de la rencontre (victoire 0-2).
Il est retenu dans la liste des 26 joueurs slovènes du sélectionneur Matjaž Kek pour participer à l'Euro 2024.

## Palmarès
| FC Koper - Championnat de Slovénie : - Vice-champion : 2013-14. |  | NK Domžale - Coupe de Slovénie (1) : - Vainqueur : 2016-17. |  | Ferencvaros - Championnat de Hongrie (2) : - Champion : 2018-19 et 2019-20. - Vice-champion : 2017-18. |